# Паллавичино-Тривульцио, Джорджо
Джорджо Гвидо Паллавичино-Тривульцио (итал. Giorgio Guido Pallavicino Trivulzio; 24 апреля 1796, Милан — 4 августа 1878, Кастеджо , провинция Павия, Ломбардия) — итальянский политик, деятель Рисорджименто.

## Биография
Родился в Милане 24 апреля 1796 года, сын маркиза Джорджо Пио Паллавичино-Тривульцио (Giorgio Pio Pallavicino Trivulzio) и графини Анны Безоцци (Anna Besozzi), в возрасте семи лет лишился отца. С 1814 года переезжал из одной европейской страны в другую. В феврале 1821 года примкнул к тайному обществу федератов, возглавляемому Федерико Конфалоньери, участвовал в волнениях 1821 года против австрийского господства в Ломбардии, состоял в делегации, убеждавшей короля Сардинии Карла Альберта ввести войска в Ломбардию. После бегства в Швейцарию вернулся в Милан, был арестован австрийскими властями и дал показания против Конфалоньери. Был приговорён к двадцати годам тюремного заключения, которое отбывал сначала в замке Шпильберг, затем в Градиска-д’Изонцо и Любляне. Помилован в 1835 году императором Фердинандом I и отправлен в ссылку в Прагу. Там познакомился с Анной Коппманн (Anna Koppmann, 1819—1885) и в 1838 году женился на ней, впоследствии она стала надёжной соратницей своего мужа.
Вернулся в Ломбардию, в 1848 году принял участие в миланском восстании, а после его подавления уехал в Пьемонт. Совершал поездки в Париж, установил контакты с французскими политиками и итальянскими эмигрантами, в Турине сотрудничал с Кавуром, в 1856 году принял участие в создании Итальянского национального общества. После вступления войск Гарибальди в Неаполь назначен «протодиктатором» (prodittatore) Неаполя и занимался подготовкой плебисцита о присоединении Королевства Обеих Сицилий к Сардинскому королевству. В 1862 году был назначен префектом Палермо, но снят с должности несколько месяцев спустя, поскольку не сумел предотвратить несанкционированный поход Гарибальди на Рим.
20 марта 1849 года Паллавичино-Тривульцио был избран в парламент Сардинского королевства II-го созыва в округе Генуя, в 1853 и 1857 годах избран в парламент III, IV и V созывов в округе Турин. В 1860 году назначен сенатором Сардинского королевства (принёс присягу 2 апреля 1860 года), с 3 февраля 1861 по 21 мая 1863 года являлся заместителем председателя Сената Королевства Италия.
Будучи сенатором Королевства Италия, Паллавичино-Тривульцио выступил с резкой речью против «сентябрьской конвенции» от 15 сентября 1864 года между Францией и Италией о статусе Папской области, сочтя её чрезмерной уступкой Наполеону III. Разочаровавшись в монархии, обратился к республиканским идеалам, но не ставил их в качестве реальной политической цели. При этом воспринимал распространение социалистических идей как серьёзную опасность и считал необходимым решать социальные проблемы средствами благотворительности и просвещения, а также через движение к всеобщему избирательному праву, что было близко к программным положениям исторической левой партии. Умер 4 августа 1878 года в Кастеджо (провинция Павия, Ломбардия).

## Труды
- Della questione romana (1863);
- Su le questioni del giorno (1874);
- Un episodio delle mie prigioni (1848);
- Spielberg e Gradisca (1856)
- Memorie (опубликованы посмертно, 1882—1895).